# ホルミルメタノフランデヒドロゲナーゼ
ホルミルメタノフランデヒドロゲナーゼ（formylmethanofuran dehydrogenase）は、次の化学反応を触媒する酸化還元酵素である。
ホルミルメタノフラン + H2O + 受容体 {\displaystyle \rightleftharpoons } CO2 + メタノフラン + 還元型受容体
反応式の通り、この酵素の基質はホルミルメタノフランと水と受容体、生成物は二酸化炭素とメタノフランと還元型受容体である。補因子としてモリブデンとプテリンを用いる。
組織名はformylmethanofuran:acceptor oxidoreductaseで、別名にformylmethanofuran:(acceptor) oxidoreductaseがある。